# 佩妮莱·布卢默
佩妮莱·布卢默（丹麥語：Pernille Blume，1994年5月14日—），生于首都大区海萊烏自治市，丹麦女子游泳运动员，主攻短距离自由泳。布卢默4岁时开始在格莱萨克瑟游泳俱乐部练习游泳。她曾效力于Sigma Nordsjælland俱乐部，后于2015年回到自己开始游泳生涯时所属的格莱萨克瑟俱乐部。2016年8月，布卢默在里约奥运女子50米自由泳项目上获得金牌，成为继Karen Harup后又一位在奥运游泳项目上摘金的丹麦运动员。不久后她又联同队友摘得女子4×100米混合泳接力的铜牌。后来，她获选为该届奥运丹麦代表团闭幕式旗手。